# Буш (Кюртен)
Буш (нем. Busch) — поселение сельского типа в составе общины Кюртен в районе Рейниш-Бергиш (земля Северный Рейн-Вестфалия, Германия).

## География

### Географическое положение
Населённый пункт Буш расположен на Бергштрассе (часть автомобильной дороги районного значения К30), при спуске в долину реки Кюртенер Зюльц между Вайденом и Кюртеном, в окружении полей и лугов.

### Геология и рельеф
Под тонким почвенным четвертичным покровом поселения Буш залегают мощные слои нижней части среднего девона, именуемые здесь формацией Мюленберг (Айфельский ярус). Она представлена мелкозернистыми карбонатными граувакковыми песчаниками с отдельными прослоями глинистого сланца. Эти древние морские отложения последующими тектоническими движениями смяты в складки с многочисленными нарушениями и разломами. Возраст формации 393—388 млн лет.
Рельеф флюра холмистый с абсолютными высотами от 230 до 275 м.

### Флюр 024
Флюр 024 является подрайоном 024 земельного кадастрового района (гемаркунга) Кюртен. Его большая часть занята земельными участками поселения Буш. Северо-восточная часть занята лесным массивом Ин ден Гроссен Биркен (In den großen Birken), по которому проложена тропа католического крестного хода с десятью станциями для молитвенного стояния. Эта тропа оборудована приходом церкви Иоанна Крестителя Кюртена.
Улицы Буша: Бергштрассе (с автобусным сообщением линии 427), Хоэнштайн, Бушерхоф, Ауф дем Штайнаккер.
В южной части Буша часть земельных участков отведена под ЛЭП напряжением 110 киловольт, от которой запитываются потребители Буша.

## История
В «Топографии Дукатус Монтани» Эриха Филиппа Плённиса 1715 года, на листе «Амт Штайнбах», показано, что это поселение уже существовало в 1715 году как местечко с двумя усадьбами и называлось Бых. Карл Фридрих фон Вибекинг показал Буш на своей карте герцогства Берг в 1789 году. Из неё следует, что Буш в то время входил в Верховное братство при приходе Кюртен в окружном суде Кюртена.
В период французского правления с 1806 по 1813 год управа Штайнбаха была распущена, а Буш отнесен к мэрии Кюртена в кантоне Випперфюрт округа Эльберфельд. В 1816 году прусское правительство преобразовали мэрию в амт Кюртен района Випперфюрт. В то время Буш входил в состав общины Кюртен.
На топографической карте Рейнской области 1824 года это место обозначено как Брухе (Bruche), а на прусской карте 1840 года — как Буш. Начиная с прусского переиздания 1892 года, на листах карт оно регулярно обозначалось как Буш.
В 1822 году в поселении Буш проживало 48 человек. В 1830 году в населённом пункте зарегистрирован 51 житель. На этом месте, которое в 1845 году согласно обзору административного округа Кёльна было отнесено к категории усадеб, в то время насчитывалось три жилых дома и 47 жителей. Все они были католиками. Согласно статистике муниципалитетов и поместий Рейнской провинции, в 1871 году в Буше насчитывалось девять жилых домов и 36 жителей. В муниципальной энциклопедии провинции Рейнланд 1888 года указаны девять жилых домов и 41 житель. В 1895 году в деревне насчитывалось восемь домов и 40 жителей. В 1905 году на хуторе было четыре дома и 47 жителей, она принадлежала католическому приходу Кюртена.
В 1927 году сельская мэрия Кюртена была преобразована в амт Кюртен. В Веймарской республике в 1929 году общины Кюртен и Бехен, а также общины Ольпе и Випперфельд были объединены в амт Кюртен. 1 октября 1932 года район Випперфюрт был включен в состав района Рейниш-Бергиш с администрацией в Бергиш-Гладбахе.
В 1975 году в результате принятия Кельнского закона была создана нынешняя община Кюртен, в которыую вошли амты Кюртен, Бехен и Ольпе, а также часть города Бенсберг с Дюршайдом и прилегающими территориями.

## Галерея

Виды Буша в апреле 2025 года
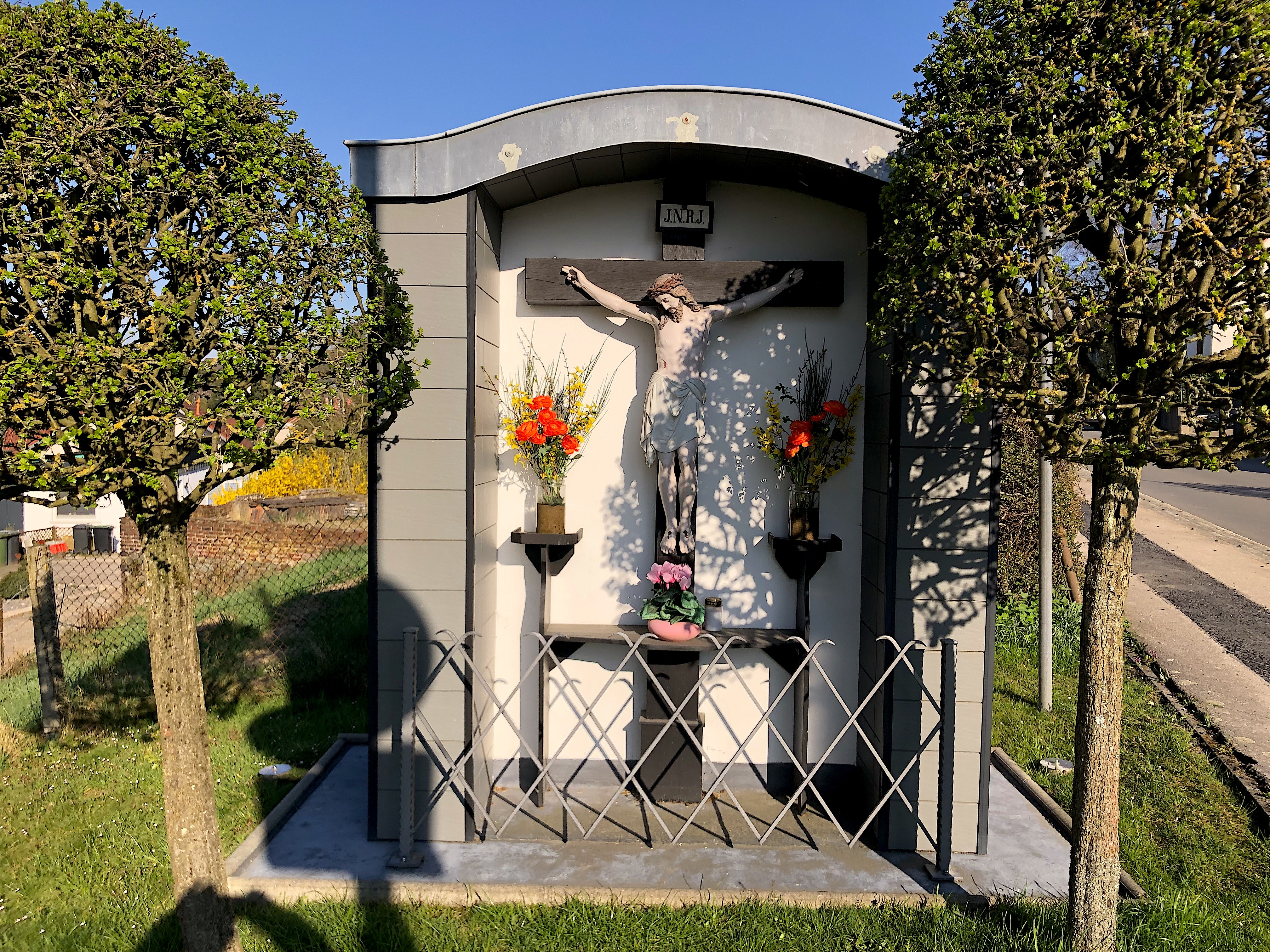
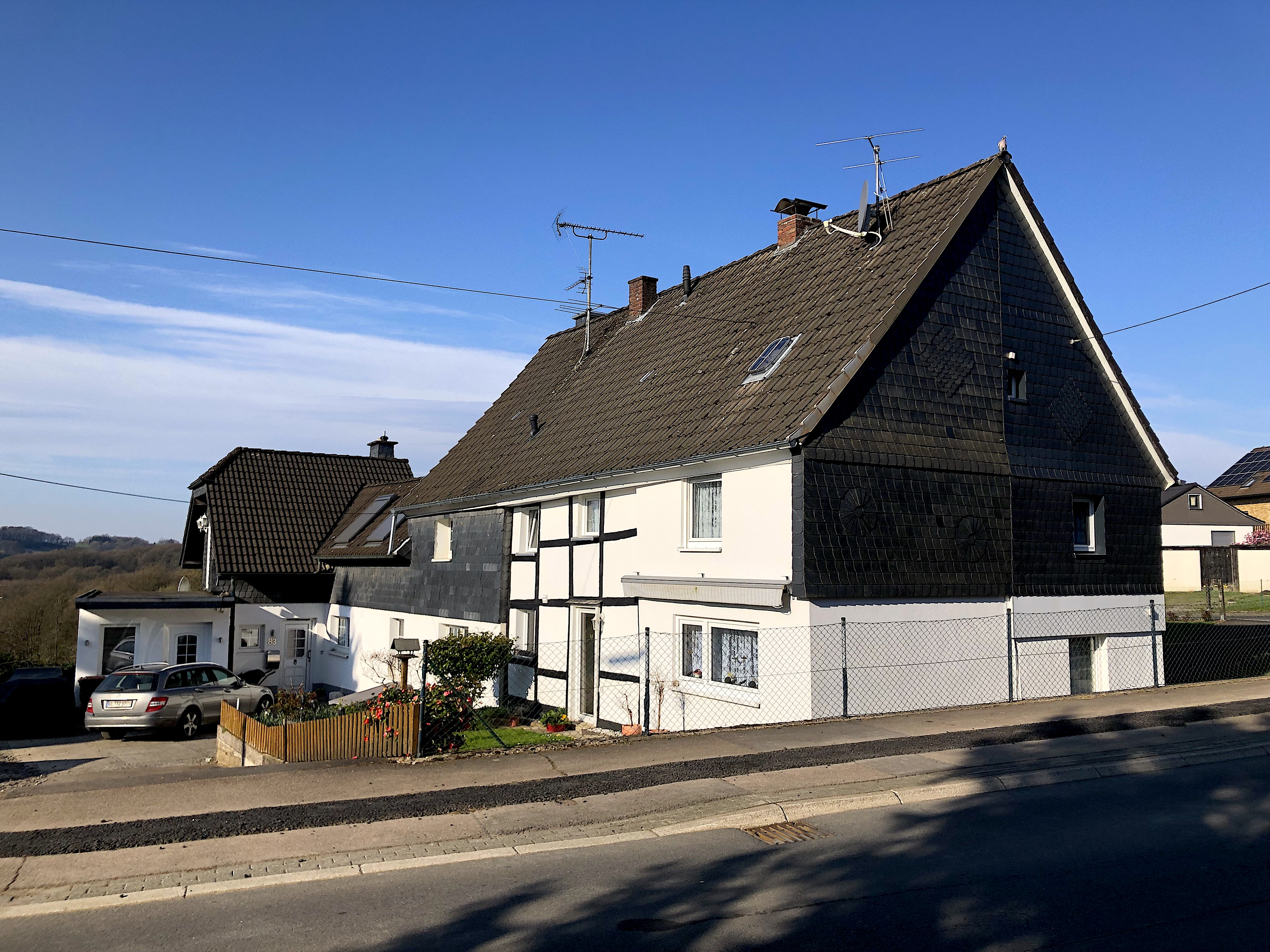
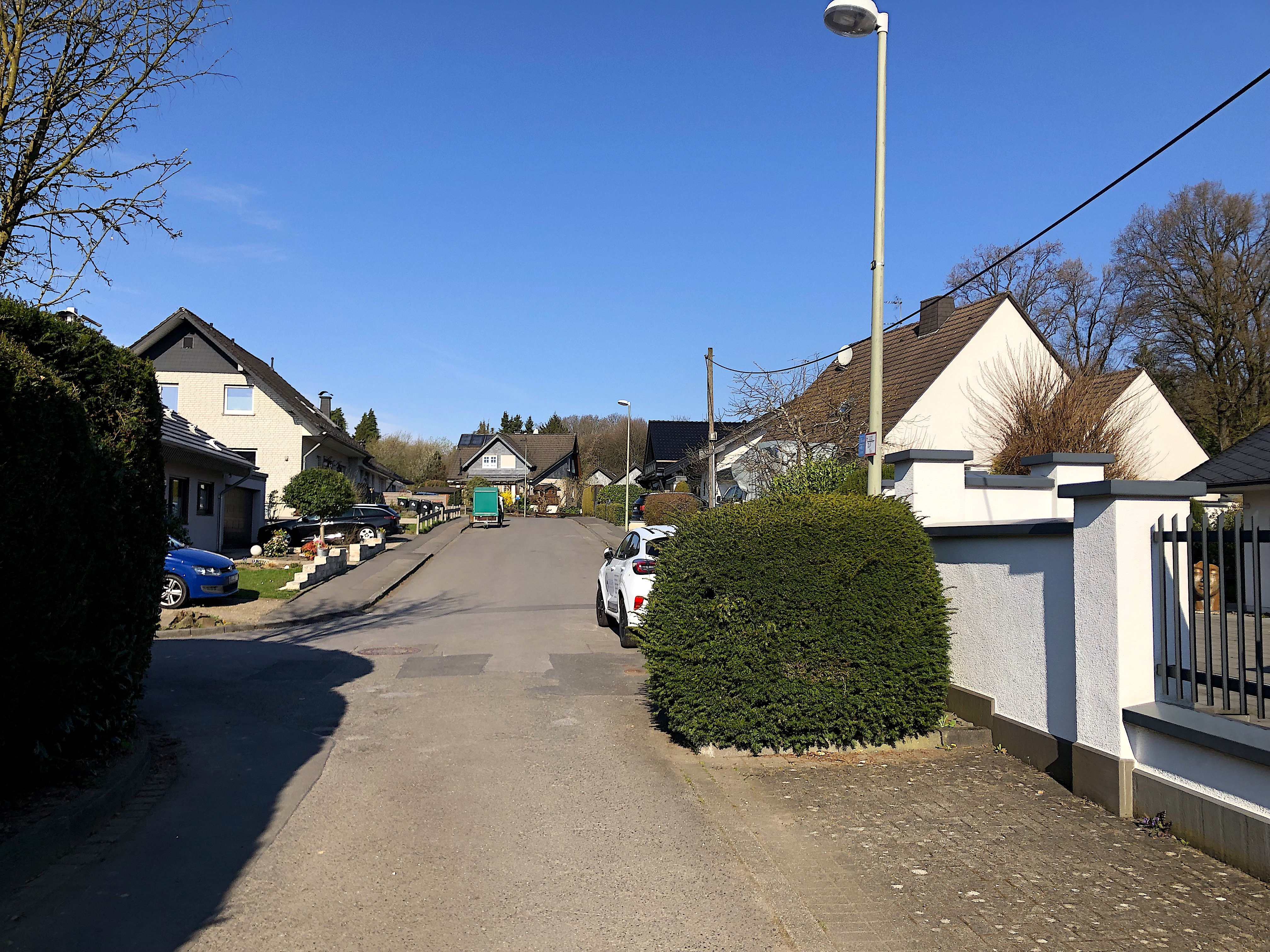
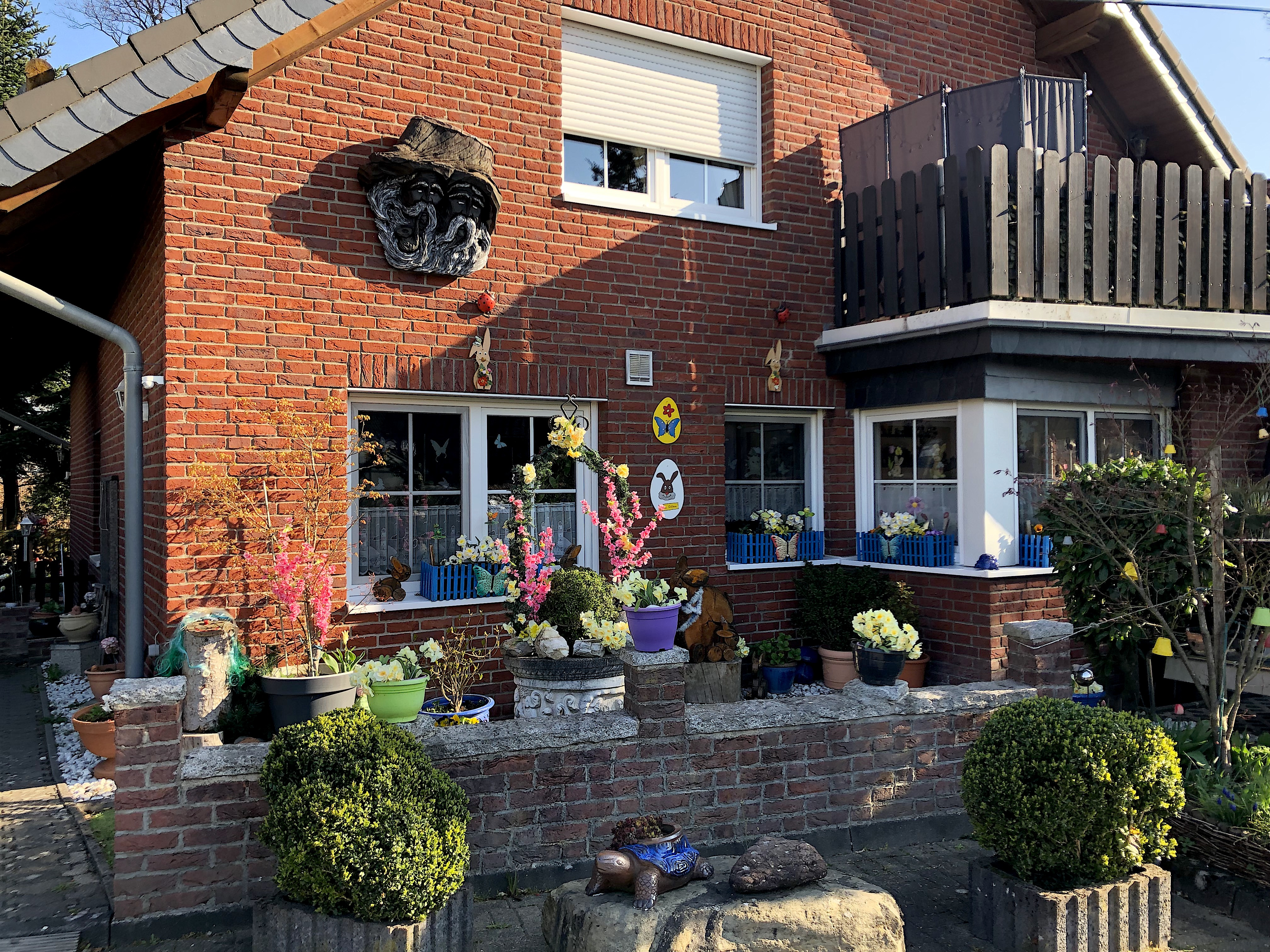
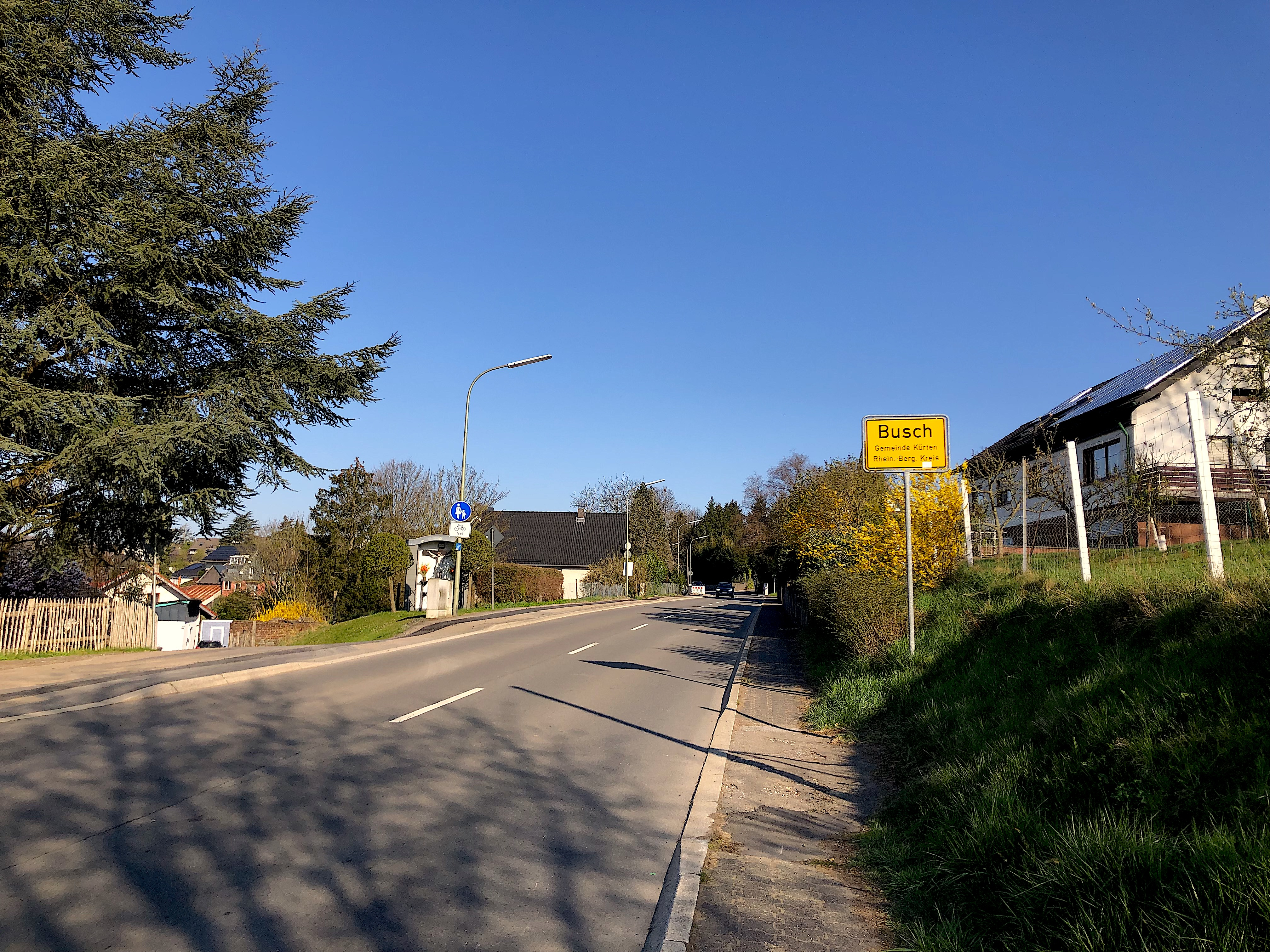
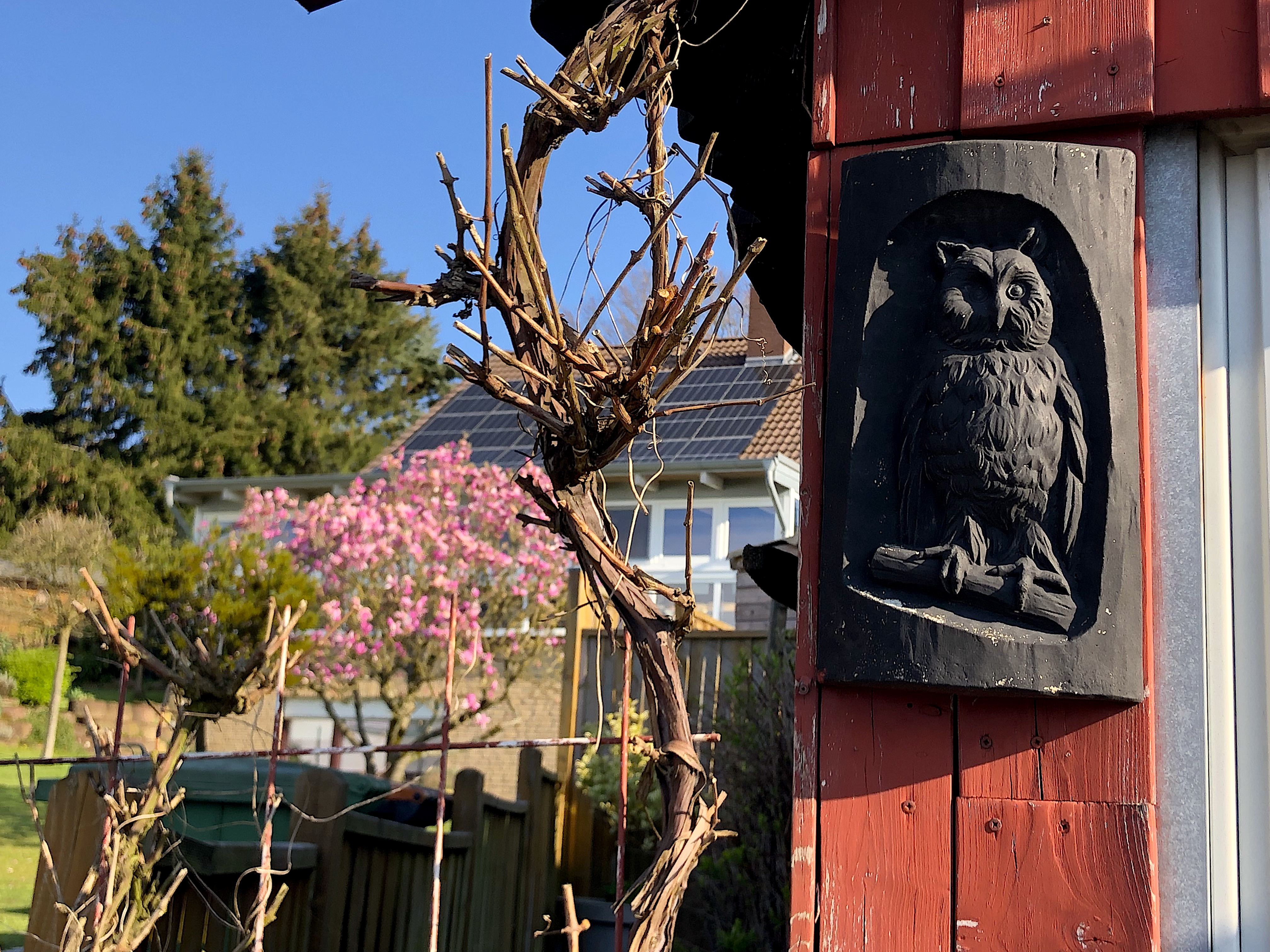
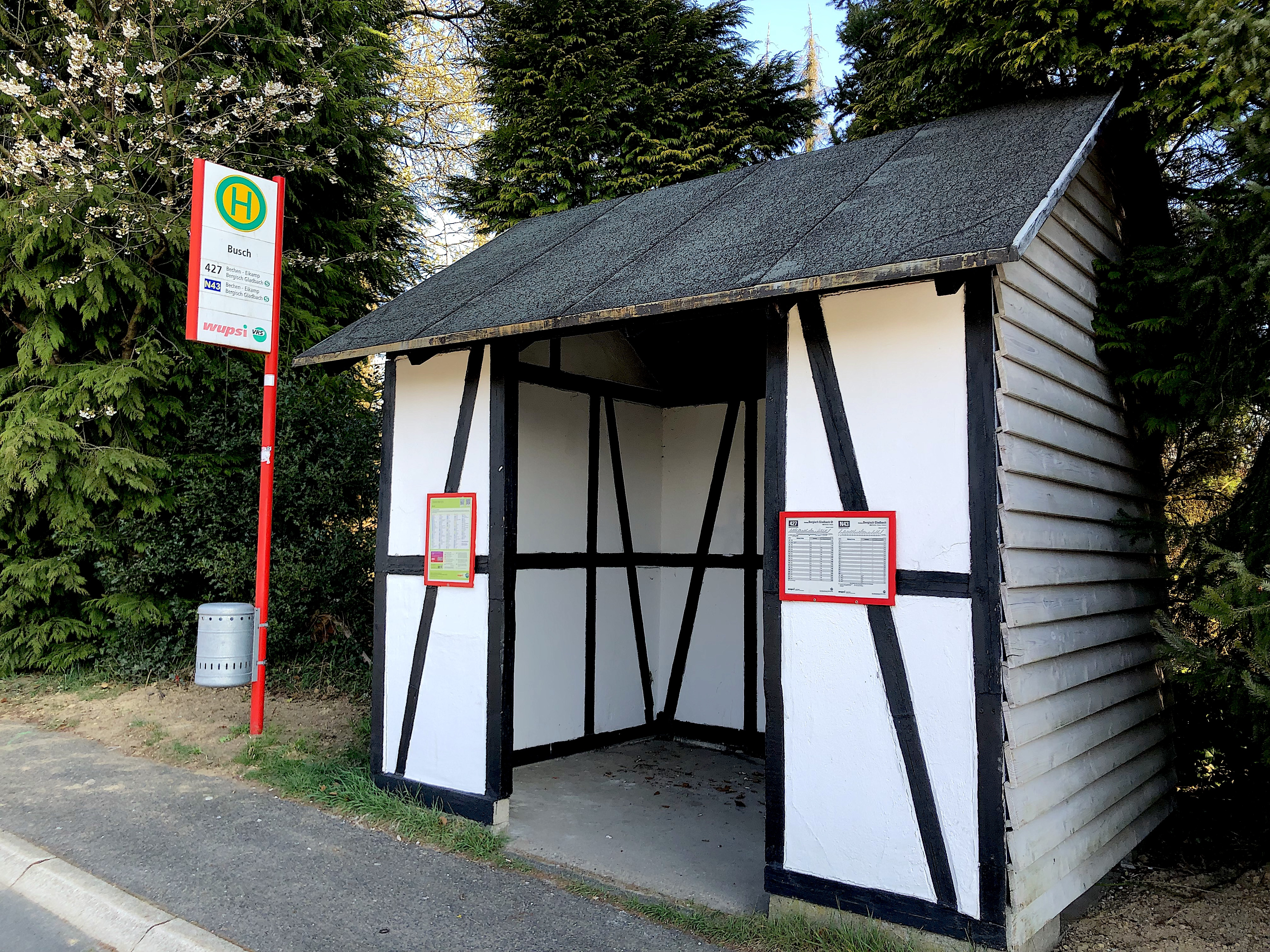